# Tsjecho-Slowaakse regering in ballingschap
De Tsjecho-Slowaakse Regering in ballingschap, ook wel Voorlopige Regering van Tsjecho-Slowakije was de regering geleid door Edvard Beneš, voormalig president van Tsjecho-Slowakije die hij uitriep in Parijs in oktober 1939. In 1940 verhuisde de regering naar Londen vanwege de dreiging van nazi-Duitsland om ook Frankrijk te bezetten.
De regering claimde de wettelijke regering van Tsjecho-Slowakije te zijn tijdens de Tweede Wereldoorlog. De regering was anti-fascistisch en wilde het Verdrag van München en de daarop volgende Duitse bezetting van Tsjecho-Slowakije ongedaan maken en teruggaan naar de grenzen van de republiek in 1937. De landen die de regering erkenden zagen deze als de wettelijke opvolger van de Eerste Tsjecho-Slowaakse Republiek.

## Tijdlijn
| |                                                      |                                                      |                                                                                  |                                                     |                                               |                                                               |                                                                |                                                        |
| | Tsjecho-Slowakije – Tsjechoslowakije (1918-1992)     |                                                      |                                                                                  |                                                     |                                               |                                                               |                                                                |                                                        |
| Oostenrijk-Hongarije (tot 1918) Bohemen, Moravië, delen van Silezië, noorden van Koninklijk Hongarije (Slowakije en Karpato-Roethenië) | Eerste Tsjecho-Slowaakse Republiek (ČSR) (1918-1938) | "Sudetenland" (1938-1945)                            | "Sudetenland" (1938-1945)                                                        | Derde Tsjecho-Slowaakse Republiek (ČSR) (1945-1948) | Tsjecho-Slowaakse Republiek (ČSR) (1948-1960) | Tsjecho-Slowaakse Socialistische Republiek (ČSSR) (1960-1990) | Tsjechische en Slowaakse Federale Republiek (ČSFR) (1990-1992) | Tsjechië (ČR) (sinds 1993) Slowakije (SR) (sinds 1993) |
| Oostenrijk-Hongarije (tot 1918) Bohemen, Moravië, delen van Silezië, noorden van Koninklijk Hongarije (Slowakije en Karpato-Roethenië) | Eerste Tsjecho-Slowaakse Republiek (ČSR) (1918-1938) | Tweede Tsjecho-Slowaakse Republiek (ČSR) (1938-1939) | Protectoraat Bohemen en Moravië (1939-1945) Slowaakse Republiek (SR) (1939-1945) | Derde Tsjecho-Slowaakse Republiek (ČSR) (1945-1948) | Tsjecho-Slowaakse Republiek (ČSR) (1948-1960) | Tsjecho-Slowaakse Socialistische Republiek (ČSSR) (1960-1990) | Tsjechische en Slowaakse Federale Republiek (ČSFR) (1990-1992) | Tsjechië (ČR) (sinds 1993) Slowakije (SR) (sinds 1993) |
| Oostenrijk-Hongarije (tot 1918) Bohemen, Moravië, delen van Silezië, noorden van Koninklijk Hongarije (Slowakije en Karpato-Roethenië) | Eerste Tsjecho-Slowaakse Republiek (ČSR) (1918-1938) | Karpato-Oekraïne (1938-1939)                         | Karpato-Roethenië bij Hongarije (1939-1945)                                      | deel van Oekraïense SSR (1945-1991)                 | deel van Oekraïense SSR (1945-1991)           | deel van Oekraïense SSR (1945-1991)                           | Oblast Transkarpatië Oekraïne (vanaf 1991)                     | Oblast Transkarpatië Oekraïne (vanaf 1991)             |
| |                                                      | Duitse bezetting / Tweede Wereldoorlog               | Duitse bezetting / Tweede Wereldoorlog                                           | Sovjetperiode / Volksrepubliek                      | Sovjetperiode / Volksrepubliek                | Sovjetperiode / Volksrepubliek                                |                                                                |                                                        |
| |                                                      |                                                      | Regering in ballingschap                                                         |                                                     |                                               |                                                               |                                                                |                                                        |
| |                                                      |                                                      |                                                                                  |                                                     |                                               |                                                               |                                                                |                                                        |